# Faszyści i narodowi socjaliści w Polsce
Faszyści i narodowi socjaliści w Polsce – książka z 2007 roku, autorstwa Olgierda Grotta, publikująca wynik badań nad odniesieniami do postulatów religijnych oraz interesów państwa i narodu polskiego przez przedwojennych polskich faszystów i narodowych socjalistów. 

## Charakterystyka
W rozdziale I przedstawiono historię oraz ideologię następujących partii i organizacji polskiego faszyzmu w okresie II Rzeczypospolitej: Stronnictwo Faszystów Polskich, Koło Przyjaciół „Tygodnika Faszystów”, Organizacja Faszystów Polskich, Związek Faszystów Polskich oraz Polska Organizacja Faszystowska. Autor przeanalizował stosunek tych ugrupowań względem narodu, religii, ustroju politycznego i gospodarczego, mniejszości narodowych ze szczególnym uwzględnieniem Żydów.
W rozdziale II (kompozycyjnie podobnym do pierwszego) autor przedstawił ugrupowania takie, jak: Partia Narodowych Socjalistów, Narodowo-Socjalistyczna Partia Robotnicza, Polska Partia Narodowo-Socjalistyczna, Radykalny Ruch Uzdrowienia, Konfederacja Samopomocy Robotniczej i Zawodowej oraz Centralny Związek Zawodowy Polski. W drugiej części rozdziału II dodatkowymi omawianymi elementami (w porównaniu do rozdziału I) były: stosunek do granic państwa, bezpieczeństwo państwa oraz geopolityka.
W rozdziale III Grott dokonał porównania polskiego faszyzmu i polskiego narodowego socjalizmu z ideologiami, które stworzyli Benito Mussolini i Adolf Hitler.
W rozdziale IV przedstawiono działalność i program ugrupowań narodowosocjalistycznych w III Rzeczypospolitej.
W „Aneksie” autor zamieścił fragmenty pracy ks. Zdzisława Łuczyckiego Jak ja wyobrażam sobie faszyzm polski [Lublin 1926] oraz schematy organizacyjne polskich ugrupowań faszystowskich i narodowosocjalistycznych.
Jak zauważył w swojej recenzji M. Marszał: „tzw. polscy faszyści byli tylko z nazwy faszystami”. Z kolei R. Łętocha odnotował: „polski narodowy socjalizm lat II Rzeczypospolitej miał niewiele cech wspólnych z niemieckim nazizmem”. Zaraz dodawał jednak, że „współczesne jego formy mają na ogół charakter neonazistowski i filogermański”. Również A. Meller (odnosząc się do II RP) zauważył, że „nieporozumieniem jest utożsamienie polskiego narodowego socjalizmu z niemieckim nazizmem”. Ten sam recenzent zauważył, że współczesny polski narodowy socjalizm (neonazizm) akceptuje neopoganizm, broni „interesów międzynarodowych motywowanych obroną rasy białej” i odrzuca tradycje polskiego ruchu narodowego. To odróżnia go od międzywojennego polskiego narodowego socjalizmu.